# Lac Apanás
Le lac Apanás, ou lac de Apanás-Asturias, est le premier lac artificiel du Nicaragua créé en 1964 par l'inondation de la vallée d'Apanás grâce à l'eau de la rivière Tuma retenue par le barrage de Mancotal. Il est situé dans la vallée de "La Cruz" dans le département de Jinotega à seulement 6 km de la ville de Jinotega. 
Il a une superficie d'environ 45,9 km2 pour, dans sa plus grande longueur, atteindre 15 km. Sa traversée d'une rive à l'autre prend 1 heure.
Son objectif est d'alimenter en eau les deux générateurs de 25 MW de la centrale hydroélectrique "Central America", située à quelques kilomètres au sud-ouest, dans la région d'El Cacao, au bout d'un canal dédié de 2 km. 
Il s'agit du principal générateur d'énergie électrique du réseau national, fournissant environ 35% de la production électrique du pays.

## Toponyme
L'origine du nom Apanás, selon le linguiste Alfonso Valle Candia, dérive des mots "apano" "patauger" et "atl" - "eau" c'est-à-dire "Apan-atl" qui se traduit par « le gué » ou bien « là ou on marche dans l'eau » .

## Site protégé
La zone humide du lac de Apanás-Asturias est une zone protégée. En 2001, elle a été déclarée site RAMSAR (zone humide d'importance internationale), car c'est un refuge pour la conservation de la flore et de la faune sauvages, non seulement au Nicaragua, mais dans toute la Mésoamérique. 
Le lac est bordé de routes, ce qui permet d'atteindre facilement ses rives en de nombreux endroits. On peut y pratiquer la voile, la pêche sportive ou participer à des compétitions d'aviron, ainsi que l'observation des oiseaux ou la découverte de sa grande variété de flore et de faune lacustres.